# Kalus
Kalus (ukrán betűkkel: Калуш, lengyelül: Kałusz) területi jelentőségű város Ukrajna Ivano-frankivszki területén. Nyugat-Ukrajnában, Galícia történelmi régióban, azon belül Bojkóföld keleti peremén található. A Kalusi járás és Kalus község székhelye. Becsült népessége 2016-ban 67,5 ezer fő volt. Vegyipara jelentős.

## Fekvése és klímája
Az Ivano-frankivszki terület északnyugati részén, az Ukrán-Kárpátok lábánál terül el. A területi székhelytől, Ivano-Frankivszktől 30 km-re, Nyugat-Ukrajna legfontosabb városától, Lvivtől 130 km-re fekszik. A város mellett folyik a Limnicja, a Dnyeszter egyik mellékfolyója. A város környékén a felszín kisebb dombsággal tarkított, de inkább síkvidéki jellegű.
A város területe 6453,5 ha, ez az Ivano-frankivszki terület 0,5%-át teszi ki. A város két jól elkülöníthető részből, egy lakóövezetből és egy ipari részből áll. A lakóövezet hét kerületre oszlik. Ebből kettő, Sztare miszto és Novij Kalus emeletes tégla- és panelházas terület, míg a további öt kerület – Banya, VIszocsanka, Zahirja, Pidhirki és Hotiny – kertes, családi házas övezet.
A város klímája mérsékelt szárazföldi, melyre jelentős hatása van a közeli Kárpátoknak. A nyarak hűvösek, a telek mérsékelten hidegek. A januári átlaghőmérséklet -4 és -10°C körül alakul, a júliusi átlaghőmérséklet 18–25°C. Az éves csapadékmennyiség 600–800 mm. A csapadék nagyobb része a meleg időszakban esik.

## Története
A város 1972. március 20-án kapta meg a járási jogú státuszt, azóta közvetlenül a területi adminisztráció irányítása alá tartozik. Ekkor csatolták a városhoz az addig a Kalusi Városi Tanács alá tartozó szomszédos Pidhirki és Hotiny falvakat, amelyek elvesztették önálló települési státuszukat. Az addig szintén a városi tanácshoz tartozó Mosztiszcse falu a Kalusi járáshoz került át. 

## Híres emberek
A városból származik a Kalush Orchestra, a 2022-es Eurovíziós Dalfesztivál ukrán versenyzői